# Hanna Thompson
Pour les articles homonymes, voir Thompson.
Hanna Thompson, née le 1er novembre 1983 à Rochester (New York), est une escrimeuse américaine ayant pour arme le fleuret.

## Carrière
Hanna Thompson participe aux épreuves individuelle et collective de fleuret lors des Jeux olympiques d'été de 2008 à Pékin  ; elle est éliminée au deuxième tour dans l'épreuve individuelle par l'Allemande Carolin Golubytskyi et remporte une médaille d'argent en épreuve par équipes avec Emily Cross et Erinn Smart.